# Wyżni Jamnicki Staw
Wyżni Jamnicki Staw (słow. Vyšné Jamnícke pleso, 1835 m n.p.m.) – jeden z dwu Jamnickich Stawów w słowackich Tatrach Zachodnich. Położony jest w górnej części Doliny Jamnickiej, na górnym tarasie Kotła Jamnickich Stawów, pod zboczami Rohacza Ostrego, Wołowca i Łopaty. Znajduje się na płaskim w tym miejscu dnie doliny. Od pozostałej części doliny oddzielony jest wałowatym wzniesieniem Stawiańskiego Wierchu. Pomiary wykonane w 1935 r. przez Jerzego Młodziejewskiego: głębokość 2,9 m, powierzchnia 0,431 ha, rozmiar 107 × 51 m. Nowsze pomiary (sprzed 1971 r.): powierzchnia 0,41 ha, rozmiar 110 × 58 m. Ma pojemność ok. 4850 m³. Wypływa z niego potok odprowadzający wodę do drugiego, niżej położonego Niżniego Stawu Jamnickiego. Otoczenie stawu jest trawiasto-kamieniste. Dominujący w murawie sit skucina, rudziejący już w połowie lata, wybarwia stoki na czerwonawo.

## Szlaki turystyczne
– od autokempingu „Raczkowa” przez rozdroże Niżnia Łąka, Dolinę Jamnicką i Jamnicką Przełęcz na Wołowiec.
- Czas przejścia z autokempingu do rozdroża w Dolinie Jamnickiej: 2:30 h, ↓ 2 h
- Czas przejścia z rozdroża na Jamnicką Przełęcz: 1:45 h, ↓ 1:20 h
- Czas przejścia z przełęczy na Wołowiec: 20 min, ↓ 15 min